# بابا كلك
بابا كلك هي قرية في مقاطعة ملكان، إيران. عدد سكان هذه القرية هو 440 في سنة 2006.